# Lsof

Comanda lsof (list open files) este folosită în UNIX pentru a lista toate fișierele deschise și procesele care le-au deschis. Comanda este implementată ca un pachet software liber și este dezvoltată de Vic Abell, fost Associate Director la Purdue University Computing Center. Pachetul este folosit într-un număr mare de sisteme UNIX
și este publicat sub o licență compatibilă cu BSD.

## Sintaxă
```
lsof [opțiuni]
```

Dintre opțiunile cele mai des folosite amintim:
-i - listează toate fișierele socket IP
-n (no DNS) - se folosesc adrese IP în loc de hostnames
-P - listează numere pentru porturi în loc de nume
-c - listează fișierele deschise de un anumit proces specificat prin nume
-p - listează fișierele deschise de un anumit proces specificat prin pid

## Exemple
Fișierele deschise listate de comandă includ fișiere pe disc, pipes, sockets și drivere. Comanda este deseori folosită pentru a determina
fișierele deschise când un sistem de fișiere nu poate fi unmounted.
```
# lsof /var
COMMAND     PID     USER   FD   TYPE DEVICE SIZE/OFF     NODE NAME
syslogd     350     root    5w  VREG  222,5        0 440818 /var/adm/messages
syslogd     350     root    6w  VREG  222,5   339098   6248 /var/log/syslog
cron        353     root  cwd   VDIR  222,5      512 254550 /var -- atjobs
```

Listează toate fișierele de tip socket IP
1. lsof -i -n -P | grep sendmail

```
sendmail  31649    root    4u  IPv4 521738       TCP *:25 (LISTEN)
```

Listează toate fișierele deschise de un program:
```
# lsof -c sendmail
```

sau
```
# lsof -p 5639
```

sau
```
# lsof /var/run/sendmail.pid
```